# Worship God
Worship God é o sétimo álbum de estúdio da cantora Rebecca St. James, lançado a 26 de fevereiro de 2002.

## Faixas
1. "Let My Words Be Few" - 4:53
2. "Song of Love" - 4:08
3. "Breathe" - 3:57
4. "God of Wonders" - 4:12
5. "Lamb of God" - 3:07
6. "Above All" - 4:07
7. "Better Is One Day" - 4:23
8. "More Than the Watchmen" - 3:02
9. "It Is Well" - 4:08
10. "You" - 3:56
11. "Omega Remix" [Remix] - 4:53

## Tabelas
Álbum
| Tabela (2002)              | Posição |
| -------------------------- | ------- |
| Billboard 200              | 94      |
| Top Contemporary Christian | 5       |